# Geordan Speiller
Geordan Aaron Speiller (ur. 31 marca 1993) – amerykański zapaśnik walczący w stylu klasycznym. Zajął 24. miejsce na mistrzostwach świata w 2018. Mistrz panamerykański w  2016 i drugi w 2018. Dziewiąty w Pucharze Świata w 2014. Czternasty na Uniwersjadzie w 2013, jako zawodnik DeVry University w Downers Grove hrabstwa DuPage. Zawodnik University of Central Florida.